# Kościół Objawienia Pańskiego w Łukawcu
Kościół Objawienia Pańskiego w Łukawcu – zabytkowy, modrzewiowy kościół rzymskokatolicki.  
Kościół wpisany do rejestru zabytków w 1965 roku. 

## Historia
Wybudowany w latach 1754-1756. Został ufundowany przez biskupa przemyskiego Wacława Sierakowskiego. On też dokonał konsekracji świątyni w święto Objawienia Pańskiego 6 stycznia 1757 roku. 
Kościół był kościołem parafialnym parafii Objawienia Pańskiego w Łukawcu do 1990 roku, kiedy dokonano konsekracji kościoła NMP Królowej Polski. Świątynia była wielokrotnie odnawiana. W 1965 roku w ołtarzu głównym umieszczony został cudowny obraz Najświętszej Maryi Panny Niepokalanie Poczętej z Tartakowa. Znajdował się tu do 1990 roku, gdyż później został przeniesiony do nowego kościoła parafialnego. Przy kościele znajduje się też zabytkowa dzwonnica.

## Galeria

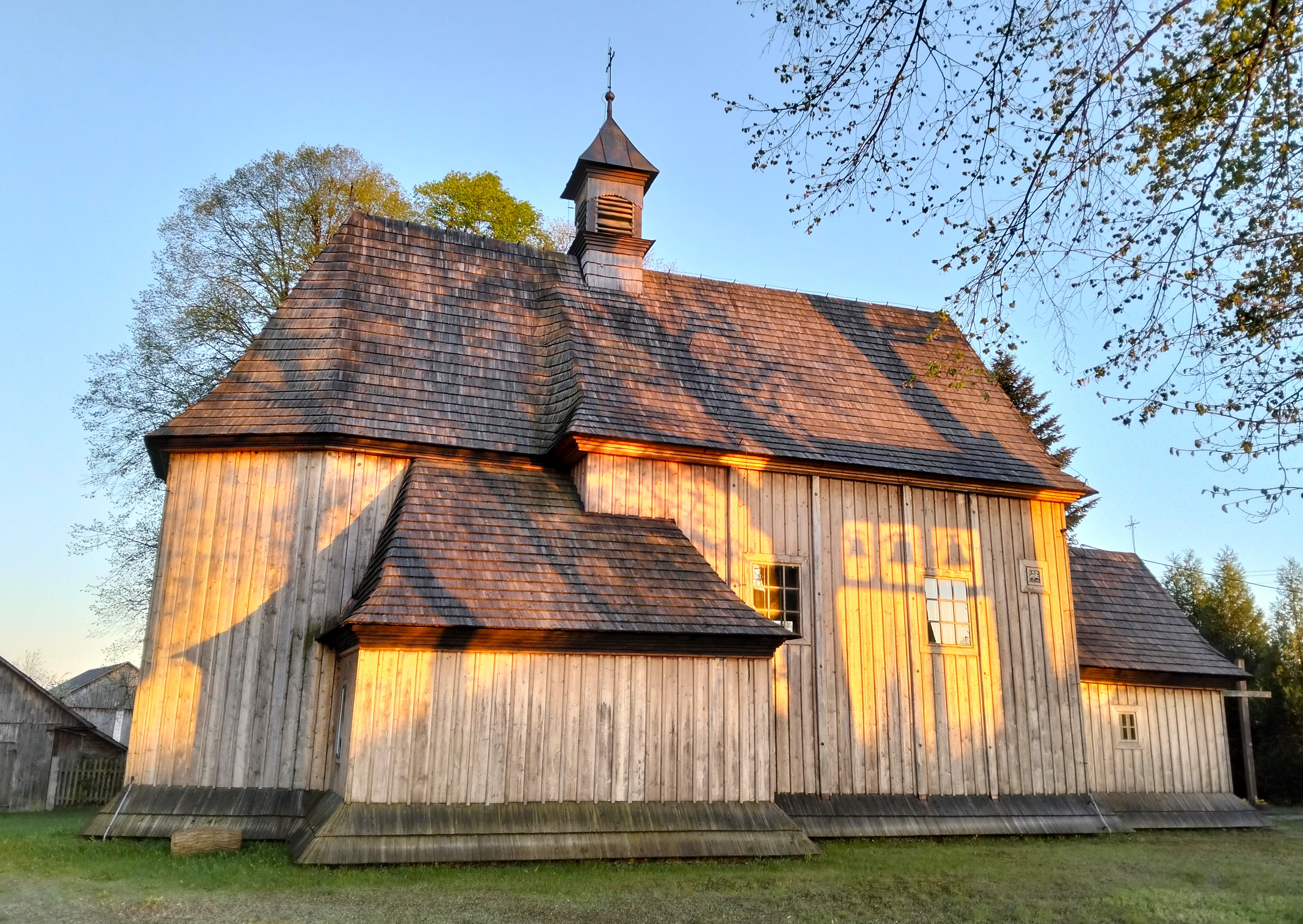
Elewacja boczna
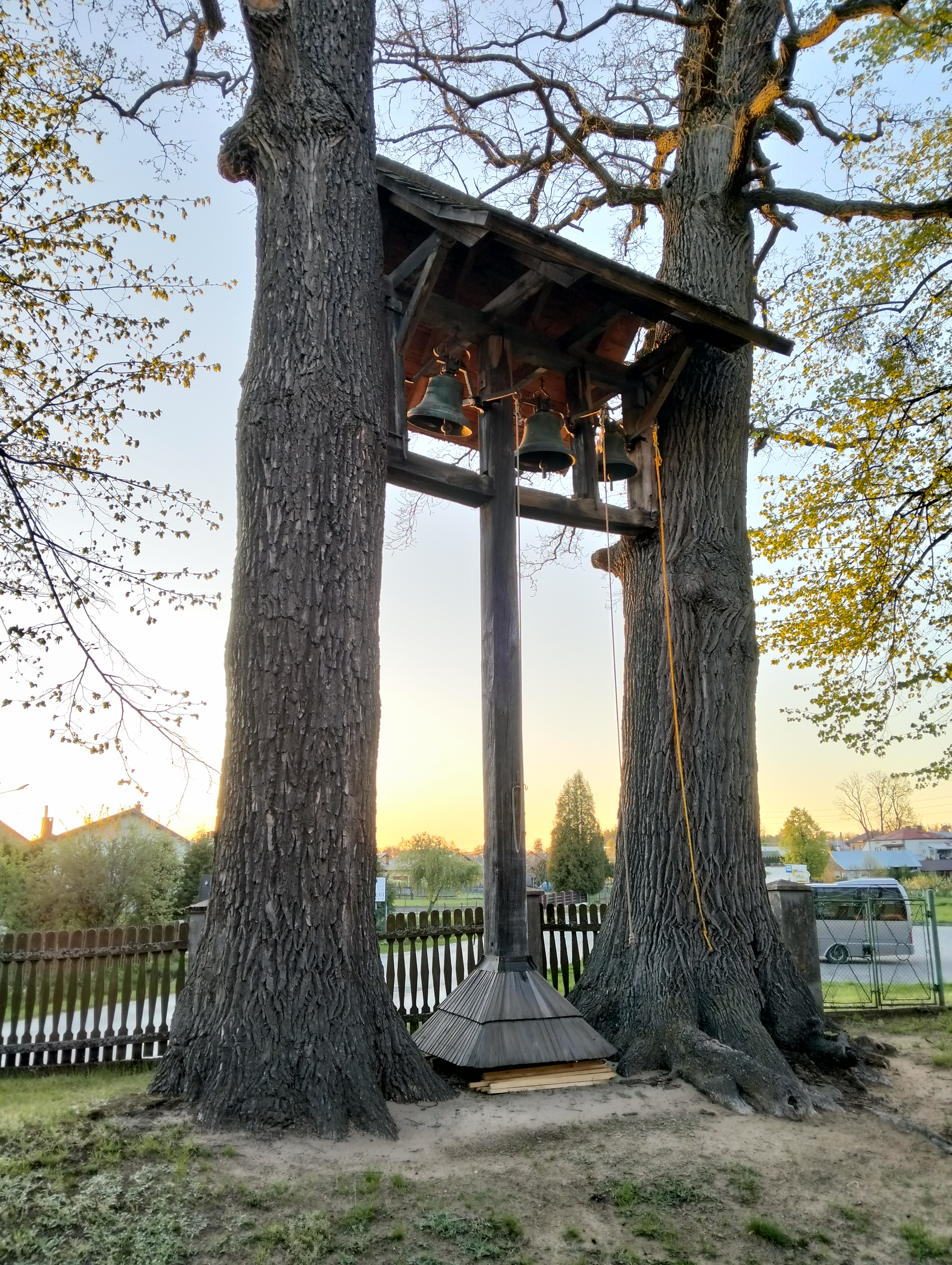
Dzwonnica
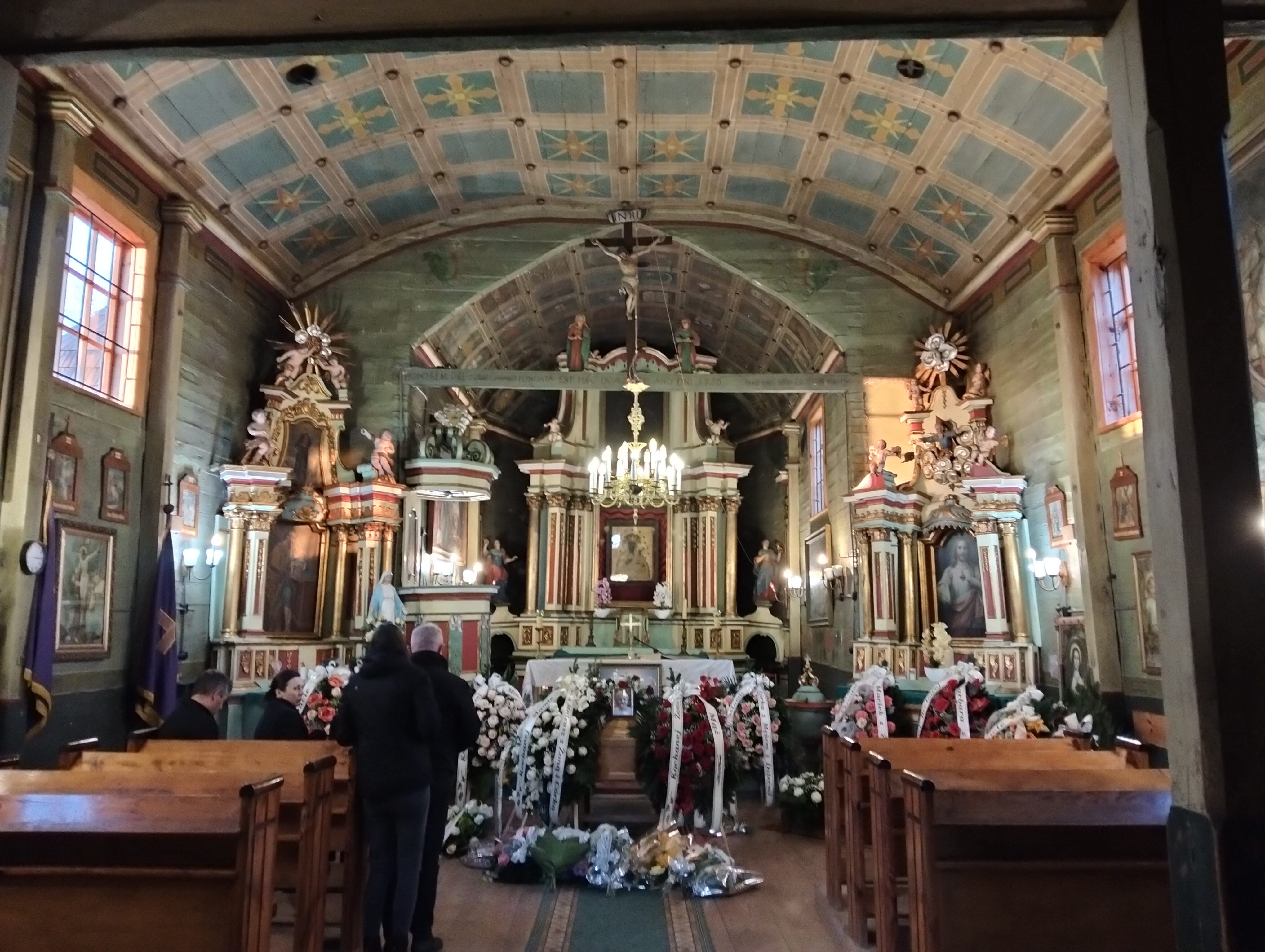
Wnętrze